# Charing Cross (stacja metra)
Charing Cross – stacja metra londyńskiego położona w dzielnicy City of Westminster. Zatrzymują się na niej pociągi dwóch linii: Bakerloo Line oraz jednego z dwóch śródmiejskich odgałęzień Northern Line, które bierze od niej swą nazwę. W latach 1979–1999 stanowiła też południowy kraniec Jubilee Line, jednak po oddaniu do użytku nowego odcinka tej linii, została ona zupełnie wycofana z Charing Cross.
Stacja nie posiada nadziemnego budynku – pasażerowie wchodzą na nią z poziomu ulicy bezpośrednio po schodach. Jedno z takich wejść znajduje się na Trafalgar Square. Jest także jedną z dwóch obsługujących dworzec kolejowy Charing Cross. Znajduje się w pierwszej strefie biletowej. Rocznie korzysta z niej ok. 22,3 mln pasażerów.